# Conseil économique, social et environnemental de Lorraine
 (juillet 2011).
Si vous disposez d'ouvrages ou d'articles de référence ou si vous connaissez des sites web de qualité traitant du thème abordé ici, merci de compléter l'article en donnant les références utiles à sa vérifiabilité et en les liant à la section « Notes et références ».
Le Conseil économique social et environnemental de Lorraine (CESE de Lorraine) constitue, avec le conseil régional de Lorraine, la seconde Assemblée régionale de Lorraine. Instance consultative, le CESE de Lorraine concourt par ses avis et rapports, à l’administration de la région.

## Présentation
Conseil économique, social et environnemental régional (CESER), le CESE de Lorraine a pour objectif de promouvoir le développement économique, social, culturel, scientifique et environnemental de la région, ainsi que l’aménagement équilibré du territoire lorrain.
Par un travail de veille permanent et de brassage d’idées, le CESE de Lorraine mène une mission de réflexion et de conseil sur les grands enjeux lorrains, en toute indépendance et en pleine coopération avec l’ensemble des acteurs publics, socio-économiques et environnementaux régionaux. 

## Composition du CESE de Lorraine
Le CESE de Lorraine rassemble des femmes et des hommes issus de la société civile, qui grâce à leurs expériences socioprofessionnelles, contribuent à répondre aux problèmes économiques, sociaux et environnementaux de la Région Lorraine.

### Les conseillers
97 conseillers, divisés en 4 collèges composent l'Assemblée, et sont désignés pour 6 ans par un arrêté du préfet de région.
| 1er collège | Entreprises et activités professionnelles non-salariées                | 31 conseillers |
| 2e collège  | Syndicats de salariés                                                  | 31 conseillers |
| 3e collège  | Vie collective                                                         | 31 conseillers |
| 4e collège  | Personnalités qualifiées (nommées directement par le préfet de Région) | 4 conseillers  |

### Le Président
Succédant à Pierre Dap, à la tête de l’Assemblée de 1986 à 2001, Roger Cayzelle est l’actuel Président du CESE de Lorraine, issu du 2e collège. Ancien instituteur et secrétaire général de la CFDT Lorraine, Roger Cayzelle a été élu en 2001, puis réélu en 2007 et en 2013. Son mandat court jusqu’à la fin de l'année 2016.

### Les vice-présidents
Le Bureau, organe exécutif de l’Assemblée, est composé de 27 conseillers. Tous ont le titre de vice-président(e) du CESE de Lorraine.

## Activité du CESE de Lorraine

### Modes de saisie: obligatoire, facultative, auto-saisine
Sur certains documents, le CESE de Lorraine peut être saisi, pour avis et de manière obligatoire, par le conseil régional de Lorraine. De plus, à l’initiative du président du conseil régional, le CESEL peut être saisi de manière facultative sur tout autre projet entrant dans les compétences de la région.
L’Assemblée consultative peut en outre décider de « s’autosaisir » sur des problématiques jugées pertinentes, se rapportant au territoire lorrain.

### Commissions
Afin d’étudier les affaires qui lui sont soumises, ainsi que celles dont il se saisit, et pour la préparation des rapports et avis qui lui incombent, le CESE de Lorraine a constitué six Commissions, auxquelles viennent s’ajouter les réflexions de la Section Prospective Territoriale ainsi que de la Situation économique, sociale et environnementale de la Lorraine (SITECO).
| 1re Commission                   | Économie Innovation Recherche |
| 2e Commission                    | Emploi Formation |
| 3e Commission                    | Mobilités |
| 4e Commission                    | Cohésion sociale |
| 5e Commission                    | Environnement et Territoire |
| 6e Commission                    | Finances Évaluation |
| Section Prospective Territoriale | Anticiper les grandes tendances de l’évolution lorraine dans les 30 années à venir                                                      |
| Section Conjoncture              | Outils statistiques : Tableau de Bord mensuel, rapport annuel SITECO (Situation économique, sociale et environnementale de la Lorraine) |

### Thématiques actuelles
Le CESE de Lorraine étend ses réflexions à des thématiques très diverses, allant de la simple veille à la rédaction de rapports pour les sujets d’intérêt stratégique. Parmi les travaux actuels et à venir du CESEL figurent:
- Suivi des décisions industrielles - Perspectives d’investissement et d’emplois industriels induits en Lorraine et suivi des réductions-suppressions d’activités.
- Repenser le soutien aux entreprises - Identifier les formes de soutien public qu’attendent les entreprises lorraines.
- Tourisme - Définition et mesure des enjeux porteurs de l’activité touristique en Lorraine, en lien avec l’image de la région.
- Panorama de la formation professionnelle en Lorraine - Description de l’appareil lorrain de formation professionnelle avec ses acteurs, ses dispositifs, ses outils et ses financements.
- Les formations en lien avec le développement durable - Mise en lumière des formations qu’il importe de développer en Lorraine, des spécificités de la région et des orientations à donner.
- Route durable - Favoriser les conditions de l’intermodalité : la route conserve une place complémentaire dans la chaîne des déplacements.
- Mixité Égalité - La conciliation des temps de vie familiaux et professionnels
- Santé, soins, territoires - Mesures de santé mises en œuvre sur le territoire lorrain à l’heure du PRS (Projet Régional de Santé)[10].
- Jeunes et santé - État de santé des jeunes lorrains, conduites à risques, accès aux soins et santé au travail.
- Métropolisation et intercommunalité - Projets de rapprochement intercommunaux en Lorraine et enjeux métropolitains.
- Lorraine – Luxembourg - Le point sur les projets de développement côtés français et luxembourgeois pouvant affecter les zones frontalières.
- Allemagne - Les relations entre la Lorraine et son voisin d'outre-Rhin
- Fiscalité dans la Grande Région - Cartographie des différents systèmes fiscaux présents en Wallonie, au Luxembourg, en Sarre et Rhénanie-Palatinat. Description des compétences transposables et favorables à la Lorraine.
- PPP (partenariat public-privé) - Mesure de l’importance économique des investissements publics en Lorraine. Atouts et contraintes du système, études de solutions alternatives et perspectives en Lorraine.
- SITECO (Situation économique sociale et environnementale de la Lorraine) - Diagnostic économique social et environnemental des socio-professionnels lorrains sur la situation de la Lorraine et sur les priorités d’actions collectives à engager.

### L’équipe administrative
Afin de mener à bien l’ensemble de l’activité du CESE de Lorraine, l’institution est soutenue par une équipe administrative de 12 personnes dont les missions sont variées : gestion de l’Assemblée, contacts extérieurs, recherches thématiques, communication, et bien sûr assistance aux réflexions des commissions dans l’élaboration des avis et des rapports.